# Chris & Cosey
Chris & Cosey (seit 2003 umbenannt in Carter Tutti) ist eine 1981 gegründete britische Band aus dem Bereich der elektronischen Popmusik, wobei die Abgrenzung zur Kunstmusik schwierig und in weiten Bereichen nicht sinnvoll ist.

## Geschichte
Im Jahr 1981 löste sich die britische Industrial-Band Throbbing Gristle auf. Zwei ihrer Mitglieder, Chris Carter und Cosey Fanni Tutti (bürgerlich: Christine Carol Newby), die auch privat ein Paar waren, unterzeichneten im selben Jahr einen Plattenvertrag bei Rough Trade Records für ein Duo unter dem Namen Chris & Cosey.
1982 gründeten sie in Zusammenarbeit mit Rough Trade ein eigenes Label namens Conspiracy International, welches gelegentlich auch unter dem Namen CTI auftritt. Hier wurden in der Folge eher experimentelle Aufnahmen veröffentlicht, die keinen größeren kommerziellen Erfolg versprachen, sowie Zusammenarbeiten mit anderen Musikern und Bands.
Ab 1992 schränkten sie aufgrund gesundheitlicher Probleme vorübergehend ihre Liveauftritte stark ein und widmeten sich verstärkt der Arbeit im Studio. Zu dieser Zeit kam es auch zu einer Kooperation von CTI mit dem Label World Serpent Distribution. Durch diese Verbindung entstanden zahlreiche Veröffentlichung, oft Kooperationen mit anderen Musikern und Gruppen.
1998 beendeten sie ihre Phase fast ausschließlicher Studioarbeit und gingen wieder vermehrt auf Tourneen.
Ab dem Jahr 2000 veröffentlichten sie auf CTI zwei neue CD-Serien: The Library of Sound (L. O. S.) und Electronic Ambient Remixes (E. A. R.). Bei beiden Serien (bis heute sind jeweils vier Alben veröffentlicht) handelt es sich um instrumentelle, Ambient-orientierte Musik. Die L. O. S. Serie dient ausdrücklich der Untermalung von Kunstausstellungen, Kinotrailern usw., wird aber auch auf Konzerten live gespielt. Bei den Veröffentlichungen der E. A. R. Serie handelt es sich um frühere Solostücke von Carter oder Tutti, die gemeinsam geremixt wurden.
2003 erfolgte die Umbenennung von Chris & Cosey in Carter Tutti. Begründet wurde dies damit, dass aufgrund einer langfristigen Entwicklung das gegenwärtige Konzept nicht mehr mit dem der Anfangszeit identisch war.
2004 fand eine Wiedervereinigung von Throbbing Gristle statt. Dennoch veröffentlichen Carter Tutti weiterhin auch eigenes Material.

## Stil
Ihr Stil ist wie schon der von Throbbing Gristle geprägt aus einer Mischung von Musique concrète und elektronischer Musik, die sich hier durch ein Spannungsverhältnis von elektronisch erzeugten Klängen, Sampling und meist von einem Drumcomputer erzeugten Rhythmen einerseits sowie akustischen, natürlichen Elementen wie Gesang, Kornett und Gitarre andererseits ergibt.
Über die Jahre hat eine kontinuierliche Entwicklung der Band stattgefunden, so dass im Laufe der Zeit viele musikalische Richtungen im Werk von Carter Tutti Einzug hielten (siehe auch unter Bedeutung).

## Kollaborationen
Im Laufe ihrer Karriere arbeiteten C&C mit zahlreichen bekannten Musikern und Bands zusammen. Eine Auswahl: Monte Cazazza, Coil, Current 93, John Duncan, Erasure, Eurythmics, Boyd Rice, Robert Wyatt.
Zahlreiche Künstler haben Remixes von Stücken der Band gemacht, darunter: Carl Craig, Cosmic Connection, Fred Giannelli, der Mute Records Gründer Daniel Miller, U –Ziq, Vapourspace und Andrew Weatherall.

## Bedeutung
In vielen Bereichen elektronischer Popmusik kommt Chris & Cosey eine Pionier Funktion mit entsprechendem Einfluss auf spätere Interpreten zu. So waren sie in den 1980er Jahren frühe Vertreter der Techno- und DJ-Szene sowie der Goa-Musik. Ihr Album Trance wurde häufig gesampelt, das Stück October Love Song gilt als Techno-Pop-Klassiker und Exotika entwickelte sich zu einem Goa-Hit. Ferner werden sie heute als Schöpfer des modernen Acid Sounds bezeichnet.

## Trivia
- In einem Interview des Margen Magazine von 1997 beschreiben sie sich selbst als eine Gruppe, die elektronische Musik mit hypnotischen Elementen macht[7]
- Chris und Cosey haben einen 1982 geborenen gemeinsamen Sohn namens Nick.
- Chris Carter ist nach eigenen Angaben väterlicherseits mit Howard Carter verwandt, dem Entdecker des Grabes von Tutanchamun.[8]
- In einem Interview des Work in Progress Magazine vom Dezember 1993 bezeichnen sie ihre Musik als subtiler als die von Throbbing Gristle und begründen diese Entwicklung so: „Es ist OK eine Nuss mit Gewalt zu knacken, aber dann geht man nicht weiter und pulverisiert sie mit weiteren Hammerschlägen, oder? […] TG waren der Nussknacker.“
- Auf die Frage eines brasilianischen Fanzines,[9] ob sie Popmusik machen, antworteten sie „Wir sehen uns nicht als Popgruppe. Pop ist etwas, vor dem man sich in acht nehmen muss. […] Es gilt, dass dort das Material wenig Bedeutung hat. Unseres ist ehrlich und vollgesogen mit der Realität unseres Lebens. Es ist etwas, das wir nicht leicht nehmen. Wir eröffnen uns selbst und unsere Ansichten in unserer Musik. Es ist etwas ganz besonderes wenn Leute unsere Musik mögen. Für uns ist Geld nebensächlich, während es in der Popmusik der Grund dafür ist, dass sie überhaupt existiert.“
- Beide haben sich in Interviews oft geweigert, über ihr Privatleben zu berichten. Auf ihrer Website befindet sich als eine Art Parodie auf die Neugier der Medien ein Tagebuch in dem im Telegrammstil Details aus ihrem künstlerischen und privaten Leben aufgelistet werden.
- Chris Carter schreibt für das Tontechniker Magazin Sound On Sound.[10]
- Beide sind Anhänger des Neopaganismus.

## Diskografie
Die angegebene Plattenfirma ist jeweils die der ersten Veröffentlichung, die zahlreichen späteren Neuauflagen durch andere Labels sind der Übersichtlichkeit halber nicht erwähnt. Zu Soloalben siehe die entsprechenden Artikel. Wenn nicht anders angegeben, handelt es sich um LPs/CDs.
Als Chris & Cosey
- Heartbeat (Rough Trade, 1981)
- Trance (Rough Trade, 1982)
- October (Love Song) (EP, Rough Trade, 1983)
- European Rendezvous (DoubleVision, 1983)
- Nikki (7", Kokka, 1983)
- Hammer house (EP, CTI, 1984)
- Songs of Love & Lust (Rough Trade, 1984)
- Sweet Surprise (EP, Rough Trade, 1984)
- Elemental 7 (DoubleVision, 1984)
- Techno Primitiv (Rough Trade, 1985)
- Thy Gift Of Tongues (EP, CTI, 1985)
- Take Five (EP, Nettwerk, 1986)
- Obsession (EP, Play It Again Sam, 1987)
- Exotika (Nettwerk/Play It Again Sam, 1987)
- Allotrophy (Staalplaat, 1987)
- Core (Nettwerk/Play It Again Sam, 1988)
- Trust (Nettwerk/Play It Again Sam, 1989)
- Rise (Nettwerk/Play It Again Sam, 1989)
- Collectiv One: Conspiracy International (Play It Again Sam, 1989)
- Collectiv Two: The Best of Chris and Cosey (Play It Again Sam, 1989)
- Collectiv Three: An Elemental Rendezvous (Play It Again Sam, 1990)
- Collectiv Four: Archive Recordings (Play It Again Sam, 1990)
- Trance (Rough Trade, 1990)
- Reflection (WaxTrax!, 1990)
- Pagan Tango (WaxTrax!/Play It Again Sam, 1990)
- Action (Play It Again Sam, 1990)
- Synaesthesia (EP, Play It Again Sam, 1991)
- Passion (EP, 1992, World Serpent)
- Musik Fantastique (Play It Again Sam, 1993)
- Twist (1995) T&B Vinyl
- Skimble Skamble (CTI, 1996)
- Union (CTI, 1999)
- Exotika/Take Five (Remastered) (CTI, 1999)
- The Essential Chris & Cosey Collection (CTI, 2001)
- C&C Luchtbal (CTI, 2003)
- Musik Fantastique (Remastered, + Bonustracks) (CTI, 2004)
- Collected Works 1981–2000 (CTI, 2006)

Als Carter Tutti
- LEM Festival October 2003 (GliptotekaMagdalae, 2004)
- Cabal (CTI, 2004)
- Feral Vapours Of The Silver Ether (CTI, 2007)
- Feral Vapours Of The Silver Ether (CD+DVD-Set, CTI, 2008)

The Library Of Sound Edition
- Metaphysical – „The Library of Sound“ Edition One (CTI, 1993)
- Chronomanic – „The Library of Sound“ Edition Two (CTI, 1994)
- In Continuum – „The Library of Sound“ Edition Three (CTI, 1995)
- Point Seven – „The Library of Sound“ Edition Four (CTI, 1998)

Electronic Ambient Remixes
- Electronic Ambient Remixes 1: Chris Carter (CTI, 2000)
- Electronic Ambient Remixes 2: Cosey Fanni Tutti (CTI, 2000)
- Electronic Ambient Remixes 3: Chris Carter (CTI, 2002)
- Electronic Ambient Remixes 4: Cosey Fanni Tutti (CTI, 2004)